# Богданівська сільська рада (Петрівський район)
| Богданівська сільська рада — колишній орган місцевого самоврядування у Петрівському районі Кіровоградської області з адміністративним центром у с. Богданівка. Сільській раді були підпорядковані населені пункти: - с. Богданівка - с. Мала Ганнівка - с. Солдатське |

## Склад ради
Рада складалася з 12 депутатів та голови.

### Керівний склад ради
| ПІБ                        | Основні відомості                                                         | Дата обрання | Дата звільнення |
| -------------------------- | ------------------------------------------------------------------------- | ------------ | --------------- |
| Стрижак Алла Володимирівна | Сільський голова, 1970 року народження, освіта, член народної партії      | 26.03.2006   | 31.10.2010      |
| Стрижак Алла Володимирівна | Сільський голова, 1970 року народження, освіта вища, член народної партії | 31.10.2010   |                 |

Примітка: таблиця складена за даними джерела

## Населення
Згідно з переписом УРСР 1989 року чисельність наявного населення села становила 556 осіб, з яких 256 чоловіків та 300 жінок.
За переписом населення України 2001 року в селі мешкали 573 особи.

### Мова
Розподіл населення за рідною мовою за даними перепису 2001 року:
| Мова       | Відсоток |
| ---------- | -------- |
| українська | 96,87 %  |
| російська  | 2,43 %   |
| молдовська | 0,52 %   |